# Стельос Папатемелис
Стилианос-Англеос (Стельос) Михаил Папатемелис (на гръцки: Στέλιος Παπαθεμελής), e гръцки юрист и политик.

## Биография
Папатемелис е роден в 1938 година в македонския град Солун Гърция. По произход е от солунското село Висока. Учи право в Солунския университет „Аристотел“. От 1965 година практикува право в същия град.
В 1974 година на парламентарните избори е избран за депутат от партията Центристки съюз - Нови сили. В 1977 година отново влиза в парламента, този път от Съюза на демократическия център. След това се присъединява към ПАСОК и е заместник-министър на висшето образование (1982-1985), министър на Македония и Тракия (1987-1989), министър на обществения ред (1993-1995). По време на мандата му като министър на обществения ред, Папатемелис среща силна опозиция от собствениците на нощните клубове и барове, заради наложения от него вечерен час 2 часа. Обвиняван е в опити за контрол на нощния живот, и че решението му в противоречие с гръцкия дух.
По-късно Папатемелис напуска ПАСОК и е избран и в 2004 година основава нова партия – Демократическо възраждане. На изборите през същата година е избран като независим депутат от листите на Нова демокрация в Солун, а партията му е деактивирана.
Кариерата на Папатемелис започва в либерална партия, продължава в социалдемократическа, а днес той се определя като националист и „традиционен центрист патриот“.
В 2007 година Папатемелис реактивира Демократическо възраждане, но на общите избори през септември 2007 година партията събира 0,8% от националния вот и не успява да получи парламентарно представителство.
Папатемелис е виден активист в Спора за името на Република Македония. През май 2009 г. той формира коалицията Общогръцки македонски фронт заедно с професор Костас Зурарис за участие на изборите за Европейски парламент през юни 2009 година. Коалицията не успява да премине избирателната бариера.